# Itame simpliciata
Itame simpliciata là một loài bướm đêm trong họ Geometridae.